# Bàsquet Manresa
El Bàsquet Manresa, conegut també com a Resa, és un club català de bàsquet de la ciutat de Manresa que juga al pavelló Nou Congost. Inscrit a la Federació Catalana de Bàsquet el 27 d’octubre de l’any 1931, és un habitual de la Lliga ACB, la màxima competició estatal. Des de la temporada 2018-2019, la denominació de l'equip és BAXI Manresa. També juga a la Basketball Champions League. Entre els seus títols es troben la Lliga ACB, la Copa del Rei, la Lliga LEB Or i tres Lligues Catalanes.

## Història

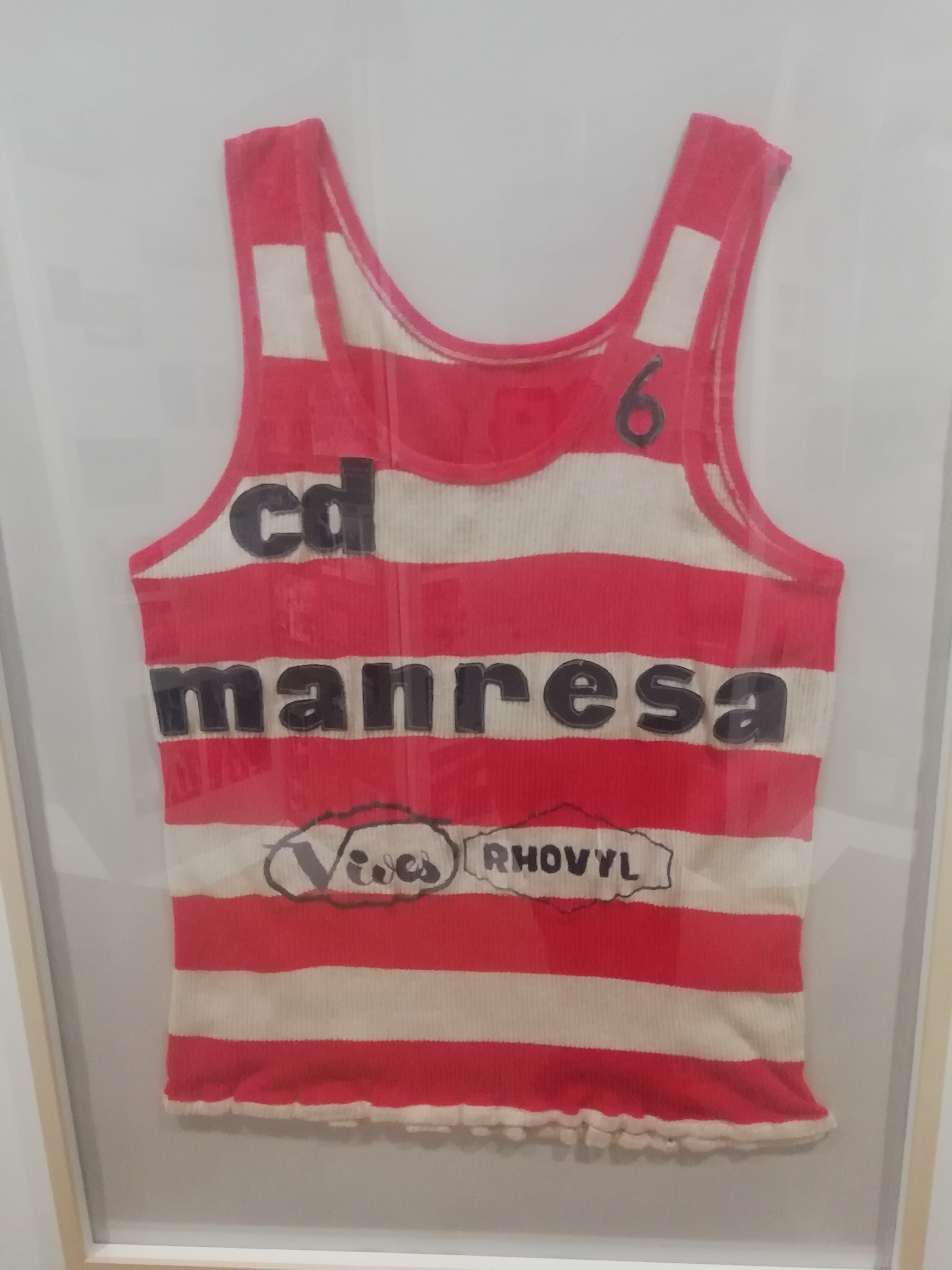
Samarreta de l'equip del Centre d'Esports Manresa.

El 27 d’octubre de l’any 1931 neix el Manresa Basket-Ball, inscrivint-se en aquella data a la Federació Catalana de Bàsquet. Aquest club es fusionà l'any 1934 amb el CB Bages i nasqué així la Unió Manresana de Basquetbol. El seu uniforme era blau i blanc a franges verticals. L'any 1940 guanyà el seu primer títol, la Copa Barcelona-Trofeu General Orgaz i passà a formar part, com a secció de bàsquet, del Centre d'Esports Manresa, adoptant els colors vermell i blanc. La temporada 1967-68 el club assoleix una gran fita esportiva amb l'ascens a Primera Divisió i la inauguració del pavelló del Congost (novembre de 1968). La primera participació en una competició continental, la Copa Korak, data de la temporada 1971-72.

### Manresa Esportiu Bàsquet i Bàsquet Manresa SAE
El 1979 s'independitza del CE Manresa i canvia el seu nom per Manresa Esportiu Bàsquet. L'equip és un habitual a l'ACB sota el patrocini de la firma TDK (entre el 1985 i el 2000). El 1992, el club es va constituir com a Societat Anònima Esportiva i va adoptar la denominació actual: Bàsquet Manresa SAE. En el mateix 1992, se subscriu l'acord entre el Manresa EB i l'antic rival, el CB Manresa que acabaria el 1999 on s'unirien les ambdues entitats de forma efectiva. En l'àmbit esportiu, es proclama campió de la Copa del Rei la temporada 1995/96, disputada a Múrcia derrotant a la final al F.C. Barcelona.
La temporada 1997-1998, sota el comandament de Luis Casimiro, l'equip conquereix dos títols: la Lliga Catalana i la Lliga ACB, superant en successives eliminatòries de playoff a rivals de l'entitat d'Estudiantes, Madrid i Tau (tercer, segon i primer respectivament de la fase regular), aconseguint així la primera participació en l'Eurolliga. Dos anys després, la temporada 1999-2000 l'equip perd la categoria en un fatídic partit a Gijón. Després de passar tres temporades a la Lliga LEB-1 (segona categoria del bàsquet espanyol: 2000-2001, 2001-2002 i 2006-2007), la temporada 2007-2008 va quedar en onzena posició a la lliga ACB, aconseguint el seu propòsit, mantenir-se a l'elit i seguir disputant a la màxima categoria.
Des de l'any 2003 fins al 2009, el patrocinador oficial del Bàsquet Manresa, era l'empresa japonesa Ricoh. A partir de la temporada 2009-2010 el patrocinador oficial seria l'empresa japonesa d'automòbils Suzuki juntament amb altres patrocinadors menors com Mar i Terra Hotels, l'empresa constructora Cedinsa, Caixa de Manresa, Netejes Deyse, T-Systems i entitats públiques com la Diputació de Barcelona i l'Ajuntament de Manresa. Durant la present campanya 2010/2011 el patrocinador oficial serà l'empresa de construccions Assignia, per tant, el nom de l'equip a la lliga ACB serà el d'Assignia Manresa. Manresa és l'equip de l'ACB amb el pressupost més baix, uns 3,5 milions d'euros aproximadament.
El Pavelló Nou Congost, fou inaugurat el setembre de 1992 amb la celebració de la XIII Edició de la Lliga Catalana, va prendre el relleu del "Vell Congost" que, en funció de les normatives de la Lliga ACB, havia quedat obsolet. El nou pavelló, amb capacitat per a 5.000 espectadors, és un exemple d'instal·lació funcional. Seu social i centre administratiu del Bàsquet Manresa SAE, el pavelló compta amb un espai físic destinat als mitjans de comunicació. Les cabines de premsa, ubicades a la part superior de la tribuna de la llotja, tenen capacitat per poder-hi treballar fins a 20 informadors. El recinte disposa, a més, d'un espai habilitat com a sala de premsa a la part inferior de la tribuna. Per altra banda, des del Bàsquet Manresa SAE i la Fundació Foment del Bàsquet es treballa la potenciació del Museu del Bàsquet Manresà, en l'espai que es troba sota de l'altra tribuna del Pavelló.
Pel que fa al vell "Congost" s'inaugurà el novembre de 1968 a conseqüència de l'ascens de l'equip a la 1a Divisió. Cal destacar que fins aquells moments l'equip jugava en una pista descoberta situada al costat del camp de futbol del Pujolet. Actualment, el "Vell Congost" acull els entrenaments i els partits de bona part dels equips base de l'entitat.
El CB i Unió Manresana, format la tardor del 1999, és l'entitat que engloba els equips inferiors del Bàsquet Manresa, compta amb una estructura consolidada de vint-i-tres equips repartits en diferents categories.Un dels seus presidents va ser Josep Vives i Portell, antic cap de la llista municipal de CiU a l'Ajuntament de Manresa. L'entrenador en la temporada 2014-15 fou Pedro Martínez, el segon entrenador amb més partits a la Lliga ACB.

### ICL Manresa (2015-2018)
El juliol de 2015 es va fer públic el que seria el patrocinador del Bàsquet Manresa per les properes tres temporades: ICL. El juny de 2017, l'equip baixà a la Lliga LEB Or. El setembre del mateix any assumí la presidència del club l'empresari manresà Josep Sàez. La temporada següent (2017-18) s'aconseguí l'ascens un altre cop a la Lliga ACB, després de derrotar en la final dels play-offs al CB Melilla per 3-2, capitanejats per un Jordi Trias que acabaria sent MVP de la temporada.

### BAXI Manresa (2018-Act.)

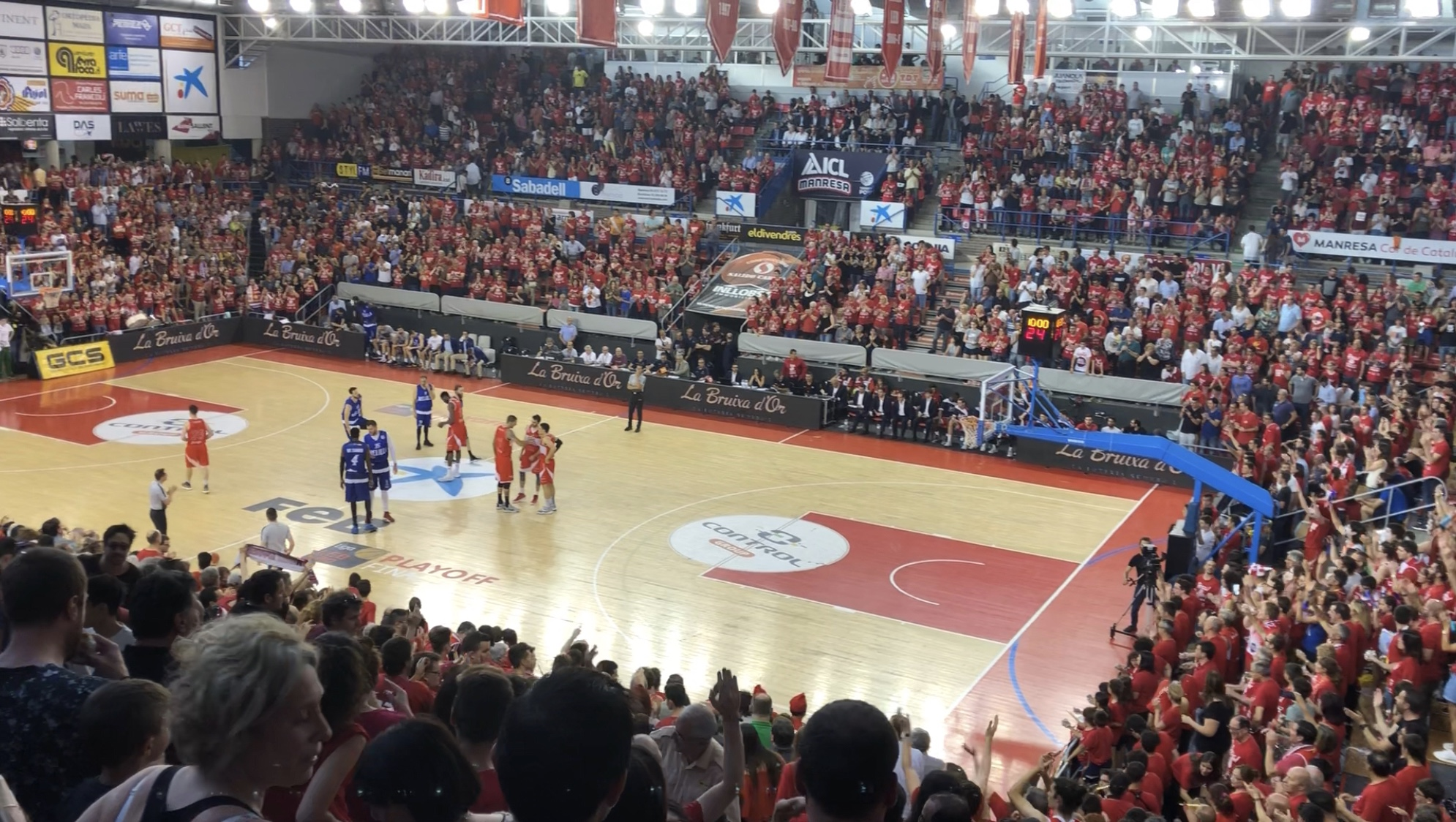
Partit entre el Manresa i el Melilla a la lliga LEB Or (12-06-2018).

L'estiu de 2018, un cop certificat l'ascens a primera divisió, el nom de l'equip canvià gràcies a un nou acord de patrocini amb l'empresa BAXI, passant a denominar-se BAXI Manresa. Amb aquest nou patrocinador el club fitxà al tècnic egarenc Joan Peñarroya. L'equip es classificà per als play-offs finals de la Lliga Endesa 21 anys després de l’última vegada que es va assolir. La següent temporada, l'entrenador terrassenc deixa el club i arriba a la banqueta Pedro Martínez per complir la seva tercera etapa al club. Aquell any, la temporada 2019-20, el club participa per primera vegada a la Basketball Champions League, però caigué eliminat a la fase de grups amb un balanç de 7 victòries i 7 derrotes. Aquell mateix any la temporada acabà abans d’hora degut a la pandèmia de la COVID-19.
La següent temporada 2020-21, que es jugà a porta tancada degut a la pandèmia, l'equip acabà a la 10a posició (17-19) i significà el retorn del club a la competició europea BCL. També la renovació de l'empresa BAXI com a patrocinador. Després d'aquesta segona classificació europea el club inicià la temporada 2021-22, guanyant al Nou Congost la seva tercera Lliga Catalana, títol que no aconseguia des de l'any 1999. Després una magnífica primera volta, el dia 19 de gener de 2022, l'equip certificà matemàticament el seu retorn a una fase final de la Copa del Rei de Bàsquet, a Granada; 18 anys després que ho aconseguís per última vegada l'any 2004. L'equip passà de ronda a la Basketball Champions League, superant el Top16, els quarts de final i disputà la seva primera Final Four europea, on finalment acabà en una segona posició històrica per al club. L'equip es classificà per als Play-offs de la Lliga ACB, quedant en setena posició amb un balanç de 20-14; sent derrotat a quarts de final, posant així punt final a una temporada històrica per al club.
La temporada 2022-23, no va començar gens bé per l'equip bagenc, que patí múltiples baixes i lesions; passades 12 jornades de competició domèstica l'equip va aconseguir un rècord de 2-10, que el situaria a la última posició de la classificació de la ACB. D'altra banda a la competició europea (BCL), l'equip acabarà la fase regular com a primer del seu grup, classificant-se per el Top16 sense una ronda eliminatòria prèvia. Arribada la parada de la Copa del Rei i de les finestres FIBA, l'equip del bages només pogué sumar una victòria i començaria el més de març, amb un balanç de 3-16. En aquest mateix moment de la temporada, l'equip encanvi, obté un balanç positiu a la competició europea que el permet lluitar per un lloc als quarts de final der la competició, tot el contrari de la lliga domèstica on el deixà en posició d'haver de lluitar per la permanència. Al reprendre les competicions, l'equip de la Catalunya Central pogué reveritr la situació a la lliga i classificar-se per els Quarts de final de la BCL. Uns bons mesos finals a la màxima competició estatal (9 victòries i 8 derrotes a la segona volta de competició), els assegurà la permanència a falta d'una jornada per acabar la lliga. A la competició europea (BCL), l'equip caigué a quarts de final, però aconseguint forçar un tercer partit per a intentar posar-se a una nova Final-Four. Acabà així la temporada, més dura de l'esperada, per als Bagencs amb una 14a posició a la lliga, que molts haurien firmat al final de la primera volta.
La temporada 2023-24, la qual no s'aconseguí una plaça per a una competició europea; començà amb la renovació del nucli important de l'equip i aconseguint arribar a la final de la Lliga Catalana, tot i que no s'aconseguí el títol. Tanmateix, un bon inici de la lliga regular permeté a l'equip del Bages clasificar-se per a disputar la Copa del Rei de bàsquet a l'acabar la primera volta amb un rècord de 9v-8d. Després d'una espectacular, també, segona volta, l'equip es classificà per a disputar els play-offs per al títol de lliga. On caigueren a quarts de final. Aquest resultat els serví per tornar a classificar-se per a competició europea, significaria el retorn a la Basketball Champions League. Tanmateix a final de temporada, l'entrenador Pedro Martínez deixaria el càrrec i l'ocuparia el gallec Diego Ocampo; afrontant la seva segona temporada al Club. Una bona participació, primer a la Lliga Catalana de Basquet: arribant a la final i una gran primera volta; donaren als manresans la participació per tercera vegada en quatre anys a la Copa del Rei de bàsquet. Una segona volta no tant bona com la primera feu que la posició final del club a la classificació de la llifa ACB fos la desena. També cauria a la ronda "Top 16" de la Basketball Champions League.

## Denominacions per patrocini
- Manresa Kan's 1967–1971
- Manresa La Casera 1971–1977
- Icab Manresa 1977–1979
- Marlboro Manresa 1979–1980
- Caixa Manresa 1981–1982, 1984–1985
- Seguros Velázquez Manresa 1982–1983
- Ebro Manresa 1983–1984
- TDK Manresa 1985–2000
- Minorisa.net Manresa 2000–2002
- Ricoh Manresa 2002–2009
- Suzuki Manresa 2009–2010
- Assignia Manresa 2010-2013
- La Bruixa d'Or Manresa 2013-2015
- ICL Manresa 2015-2018
- BAXI Manresa 2018-act.

## Palmarès
El Bàsquet Manresa va viure la seva època daurada durant la dècada dels '90. L'any 1996 s'aconseguia, contra tot pronòstic, guanyar la Copa del Rei, a Múrcia. Dos anys més tard, l'aleshores TDK Manresa materialitzava una de les gestes esportives més recordades de tots els temps, guanyant la Lliga ACB després de derrotar Estudiantes, Reial Madrid i TAU de Vitòria. A banda d'aquests grans títols, el Bàsquet Manresa ha guanyat també la Lliga Catalana en tres ocasions (1997, 1999 i 2021), i ha aconseguit l'ascens guanyant la LEB el 2007, i guanyant el play-off d'ascens el 2018.
- Lliga ACB de bàsquet: 1997-98
- Copa del Rei espanyola: 1996
- Lligues Catalanes: 1997, 1999, 2021
- Lligues Catalanes LEB: 2000, 2001, 2006
- Lliga LEB: 2006-07
- Lliga Espanyola de Segona Divisió: 1969-70
- Trofeu General Orgaz-Copa Barcelona: 1940

A més, cal destacar els subcampionats:
- Subcampió de la Basketball Champions League: 2022
- Subcampió de la Copa del Rei: 1980
- Subcampió de la Lliga Catalana: 1996, 1998, 2000, 2016, 2023, 2024
- Subcampió de la Copa Príncep/Princesa d'Astúries de basquetbol: 1987, 2001, 2018

Altres trofeus i tornejos de pretemporada:
- Campió del Torneig Ciutat de Maó: 2022[39]

## Jugadors destacats
- Ed Johnson
- Josep Maria Jofresa
- Ramon Julià
- Joan Martinez
- Joan Colell
- Ádám Hanga
- Bob Fullarton
- George Gervin
- Lance Berwald
- Pep Pujolràs
- Jordi Singla
- Rolando Frazer
- Clyde Mayes
- Juan Domingo de la Cruz
- Roger Esteller
- Lisard Gonzàlez
- Jordi Creus
- Joan Creus
- Andrés Nocioni
- Harper Williams
- Ferran Laviña
- Joan Peñarroya
- Albert Oliver
- Rafa Martinez
- Guillem Rubio
- Serge Ibaka
- Sergi Llull
- Justin Doellman
- Marius Grigionis
- Gabriel Iffe Lundberg
- Ryan Toolson
- Juan Pablo Vaulet
- Daniel Pérez Otero
- Chima Moneke
- Joe Thomasson
- Ismael Bako

Brancou Badio

## Temporades
| Temp.    | Lliga | Lliga        | Lliga       | Lliga         | Lliga         | Lliga    | Lliga           | Copa               | Competició Europea | Competició Europea          | Competició Europea    | Altres                   | Altres       | Altres |
| Temp.    | N     | Lliga        | Pos.        | Lliga Regular | Lliga Regular | Play-Off | Play-Off        | Copa               | Competició Europea | Competició Europea          | Competició Europea    | Altres                   | Altres       | Altres |
| Temp.    | N     | Lliga        | Pos.        | Pos.          | V-D           | V-D      | Resultat        | Copa               | N                  | Competició                  | Resultat              | LC                       | Varis        |        |
| -------- | ----- | ------------ | ----------- | ------------- | ------------- | -------- | --------------- | ------------------ | ------------------ | --------------------------- | --------------------- | ------------------------ | ------------ | ------ |
| 1956-57  |       |              |             |               |               |          |                 |                    |                    |                             |                       | CC 1a Reg. (grup 3) - 9è |              |        |
| 1957-58  | 3     | 1ª Regional  | 6 (grup A)  |               | 21-13         |          |                 |                    |                    |                             |                       |                          |              |        |
| 1958-59  | 3     | 1ª Regional  | 12 (grup A) |               | 12-20         |          |                 |                    |                    |                             |                       |                          |              |        |
| 1959-60  | 4     | 1ª Regional  | 6 (grup A)  |               | ?             |          |                 |                    |                    |                             |                       |                          |              |        |
| 1960-61  | 3     | Regional     | 6 (grup A)  |               | ?             |          |                 |                    |                    |                             |                       |                          |              |        |
| 1961-62  | 3     | Regional     | ? (grup A)  |               | ?             |          |                 |                    |                    |                             |                       |                          |              |        |
| 1962-63  | 3     | Regional     | ? (grup A)  |               | ?             |          |                 |                    |                    |                             |                       |                          |              |        |
| 1963-64  | 3     | Regional     | ? (grup A)  |               | ?             |          | fase final      |                    |                    |                             |                       |                          |              |        |
| 1964-65  | 2     | 2a Divisió   | 6 (grup 5)  | 6 (grup 5)    | 13-9          |          |                 |                    |                    |                             |                       |                          |              |        |
| 1965-66  | 2     | 2a Divisió   | 2 (grup 6)  | 2 (grup 6)    | 15-7          | 1-2      | fase SF         |                    |                    |                             |                       |                          |              |        |
| 1966-67  | 2     | 2a Divisió   | 6 (grup 6)  | 6 (grup 6)    | 11-11         |          |                 |                    |                    |                             |                       |                          |              |        |
| 1967-68  | 2     | 2a Divisió   | 2           | 1 (grup 3)    | 15-3          | 7-2      | fase final      |                    |                    |                             |                       |                          |              |        |
| 1968-69  | 1     | 1a Divisió   | 11          |               | 7-15          |          |                 | Primera Ronda (VF) |                    |                             |                       |                          |              |        |
| 1969-70  | 2     | 2a Divisió   | 1           | 1 (grup B)    | 19-3          | 2-0      | final           | Primera Ronda (VF) |                    |                             |                       |                          |              |        |
| 1970-71  | 1     | 1a Divisió   | 4           |               | 11-1-10       |          |                 | Semifinals         |                    |                             |                       |                          |              |        |
| 1971-72  | 1     | 1a Divisió   | 8           |               | 9-13          |          |                 | Quarts de final    | 3                  | Copa Korac                  | Quarts de final       |                          |              |        |
| 1972-73  | 1     | 1a Divisió   | 7           |               | 14-1-15       |          |                 | Vuitens de final   |                    |                             |                       |                          |              |        |
| 1973-74  | 1     | 1a Divisió   | 6           |               | 13-2-13       |          |                 | Quarts de final    |                    |                             |                       |                          |              |        |
| 1974-75  | 1     | 1a Divisió   | 5           |               | 9-3-10        |          |                 | Semifinals         |                    |                             |                       |                          |              |        |
| 1975-76  | 1     | 1a Divisió   | 6           | 6             | 10-12         | 3-7      | fase final      |                    |                    |                             |                       |                          |              |        |
| 1976-77  | 1     | 1a Divisió   | 9           |               | 8-1-13        |          |                 | Fase de Grups      |                    |                             |                       |                          |              |        |
| 1977-78  | 1     | 1a Divisió   | 5           |               | 9-1-12        |          |                 | Quarts de final    |                    |                             |                       |                          |              |        |
| 1978-79  | 1     | 1a Divisió   | 7           |               | 10-12         |          |                 | Vuitens de final   |                    |                             |                       |                          |              |        |
| 1979-80  | 1     | 1a Divisió   | 6           |               | 10-12         |          |                 | Finalista          |                    |                             |                       |                          |              |        |
| 1980-81  | 1     | 1a Divisió   | 8           |               | 10-1-15       |          |                 | Semifinals         |                    |                             |                       | 5è                       |              |        |
| 1981-82  | 1     | 1a Divisió   | 7           |               | 13-13         |          |                 | Vuitens de final   |                    |                             |                       | 5è                       |              |        |
| 1982-83  | 1     | 1a Divisió   | 9           |               | 10-16         |          |                 | Vuitens de final   |                    |                             |                       | FG                       |              |        |
| 1983-84  | 1     | ACB          | 16          | 8 (A-2)       | 5-23          | 0-2      | Perm.           |                    |                    |                             |                       | FG                       |              |        |
| 1984-85  | 2     | 1a Divisió B | 3           |               | 17-9          |          |                 |                    |                    |                             |                       | FG                       |              |        |
| 1985-86  | 1     | ACB          | 10          | 2 (A-2)       | 14-14         | 0-2      | VF              |                    |                    |                             |                       | FG                       | CPA - QF     |        |
| 1986-87  | 1     | ACB          | 10          | 1 (A-2)       | 13-15         | 1-2      | VF              |                    |                    |                             |                       | FG                       | CPA - F      |        |
| 1987-88  | 1     | ACB          | 15          | 5 (A-2)       | 15-13         | 2-3      | Clas.           |                    | 3                  | Copa Korac                  | Setzens de final      | FG                       | CPA - QF     |        |
| 1988-89  | 1     | ACB          | 20          | 8 (grup II)   | 15-21         | 3-1      | Perm.           | Vuitens de final   |                    |                             |                       | FG                       |              |        |
| 1989-90  | 1     | ACB          | 22          | 8 (grup II)   | 12-24         | 3-4      | Perm.           | Vuitens de final   |                    |                             |                       | FG                       |              |        |
| 1990-91  | 1     | ACB          | 18          | 18            | 15-19         | 4-4      | Perm. i playout | Quarts de final    |                    |                             |                       | 1R (QF)                  |              |        |
| 1991-92  | 1     | ACB          | 13          | 15            | 15-19         | 2-4      | VF              | Primera ronda      |                    |                             |                       | 1R (QF)                  |              |        |
| 1992-93  | 1     | ACB          | 13          | 13            | 15-16         | 1-2      | VF              | Quarts de final    |                    |                             |                       | SF                       |              |        |
| 1993-94  | 1     | ACB          | 7           | 3             | 19-9          | 3-3      | El. Clas. i QF  | Segona ronda       |                    |                             |                       | SF                       |              |        |
| 1994-95  | 1     | ACB          | 4           | 6             | 21-17         | 2-4      | SF              | Segona ronda (VF)  | 3                  | Copa Korac                  | Fase de Grups         | SF                       |              |        |
| 1995-96  | 1     | ACB          | 4           | 6             | 24-14         | 4-4      | SF              | Campió             | 3                  | Copa Korac                  | Fase de Grups         | 1R (QF)                  |              |        |
| 1996-97  | 1     | ACB          | 8           | 8             | 19-15         | 0-3      | QF              | Quarts de final    | 2                  | Copa d'Europa               | Vuitens de final      | F                        |              |        |
| 1997-98  | 1     | ACB          | 1           | 6             | 21-13         | 9-3      | C               | Semifinals         | 3                  | Copa Korac                  | Setzens de final      | C                        |              |        |
| 1998-99  | 1     | ACB          | 11          | 11            | 16-18         |          |                 |                    | 1                  | Eurolliga                   | Fase de Grups         | F                        |              |        |
| 1999-00  | 1     | ACB          | 17          | 17            | 11-23         |          |                 |                    |                    |                             |                       | C                        |              |        |
| 2000-01  | 2     | LEB          | 3           | 3             | 22–8          | 4–4      | SF              |                    |                    |                             |                       | LC LEB - C               | CPA LEB - F  |        |
| 2000-01  | 2     | LEB          | 3           | 3             | 22–8          | 4–4      | SF              | F                  |                    |                             |                       |                          | CPA LEB - F  |        |
| 2001-02  | 2     | LEB          | 2           | 1             | 26-4          | 6-1-4    | F               |                    |                    |                             |                       | LC LEB - F               | CPA LEB - QF |        |
| 2002-03  | 1     | ACB          | 13          | 13            | 15-19         |          |                 |                    |                    |                             |                       | SF                       |              |        |
| 2003-04  | 1     | ACB          | 9           | 9             | 16-18         |          |                 |                    |                    |                             |                       | 5è                       |              |        |
| 2004-05  | 1     | ACB          | 13          | 13            | 12-22         |          |                 |                    |                    |                             |                       | SF                       |              |        |
| 2005-06  | 1     | ACB          | 17          | 17            | 12-22         |          |                 |                    |                    |                             |                       | SF                       |              |        |
| 2006-07  | 2     | LEB          | 1           | 5             | 19–15         | 7–0      | C               |                    |                    |                             |                       | LC LEB - C               |              |        |
| 2006-07  | 2     | LEB          | 1           | 5             | 19–15         | 7–0      | C               | SF                 |                    |                             |                       |                          |              |        |
| 2007-08  | 1     | ACB          | 11          | 11            | 14-20         |          |                 |                    |                    |                             |                       | SF                       |              |        |
| 2008-09  | 1     | ACB          | 11          | 11            | 14-18         |          |                 |                    |                    |                             |                       | SF                       |              |        |
| 2009-10  | 1     | ACB          | 12          | 12            | 14-20         |          |                 |                    |                    |                             |                       | SF                       |              |        |
| 2010-11  | 1     | ACB          | 15          | 15            | 10-24         |          |                 |                    |                    |                             |                       | SF                       |              |        |
| 2011-12  | 1     | ACB          | 12          | 12            | 15-19         |          |                 |                    |                    |                             |                       | SF                       |              |        |
| 2012-13  | 1     | ACB          | 18          | 18            | 6-28          |          |                 |                    |                    |                             |                       | SF                       |              |        |
| 2013-14  | 1     | ACB          | 17          | 17            | 7-27          |          |                 |                    |                    |                             |                       | 3r                       |              |        |
| 2014-15  | 1     | ACB          | 16          | 16            | 11-23         |          |                 |                    |                    |                             |                       | SF                       |              |        |
| 2015-16  | 1     | ACB          | 16          | 16            | 10-24         |          |                 |                    |                    |                             |                       | SF                       |              |        |
| 2016-17  | 1     | ACB          | 17          | 17            | 5-27          |          |                 |                    |                    |                             |                       | F                        |              |        |
| 2017-18  | 2     | LEB          | 2           | 3             | 24-10         | 9-4      | C               |                    |                    |                             |                       | LC LEB - FG              | CPA LEB - F  |        |
| 2018-19  | 1     | ACB          | 8           | 8             | 17-17         | 0-2      | Quarts de Final |                    |                    |                             |                       | SF                       |              |        |
| 2019-20  | 1     | ACB          | 13          | 13            | 9-14          |          |                 |                    | 3                  | Basketball Champions League | Fase de Grups         | SF                       |              |        |
| 2020-21  | 1     | ACB          | 10          | 10            | 17-19         |          |                 |                    |                    |                             |                       | SF                       |              |        |
| 2021-22  | 1     | ACB          | 7           | 7             | 20-14         | 0-2      | Quarts de Final | Quarts de Final    | 3                  | Basketball Champions League | Subcampió             | C                        |              |        |
| 2022-23  | 1     | ACB          | 14          | 14            | 12-22         |          |                 |                    | 3                  | Basketball Champions League | Quarts de Final (2-1) | SF                       |              |        |
| 2023-24  | 1     | ACB          | 8           | 8             | 19-15         | 0-2      | Quarts de Final | Quarts de Final    |                    |                             |                       | F                        |              |        |
| 2024-25  | 1     | ACB          | 10          | 10            | 17-17         |          |                 |                    | 3                  | Basketball Champions League | Top 16                | F                        |              |        |
| 2025-26* | 1     | ACB          |             |               |               |          |                 |                    |                    |                             |                       |                          |              |        |

- Temporada 1956-57 només existeix la Lliga Nacional formada pels millors equips de Catalunya i Castella en el campionat regional de la mateixa temporada, la resta d'equips segueixen jugant els tornejos regionals. A partir de la següent temporada els tornejos regionals es converteixen en les divisions inferiors de la Lliga Nacional, amb ascensos i descensos.
- Temporada 1959-60 es crea la Segona Divisió, amb la restructuració la Regional passa a ser la quarta categoria. La temporada següent amb una nova restructuració es torna a convertir en la tercera una altra vegada.
- L'eliminatòria de Copa de la temporada 94-95 es va jugar a l'acabar la temporada anterior.
- La Fase regular de la temporada 19-20 es va acabar abans de jugar-se tots els partits degut a la pandèmia de Croronavirus.

*Temporada en curs

## Grups de suport
- Grada d'Animació - Bàsquet Manresa Supporters
- Fora Dubtes